# Pancurendang
Pancurendang is een bestuurslaag in het regentschap Banyumas van de provincie Midden-Java, Indonesië. Pancurendang telt 5233 inwoners (volkstelling 2010).